# 29. siječnja u Drugom svjetskom ratu
Drugi svjetski rat po nadnevcima: 29. siječnja u Drugom svjetskom ratu.

### 1942.
- Potpisan je Ugovor o savezu između SSSR-a, Velike Britanije i Irana.